# Porciunkule (kaple)

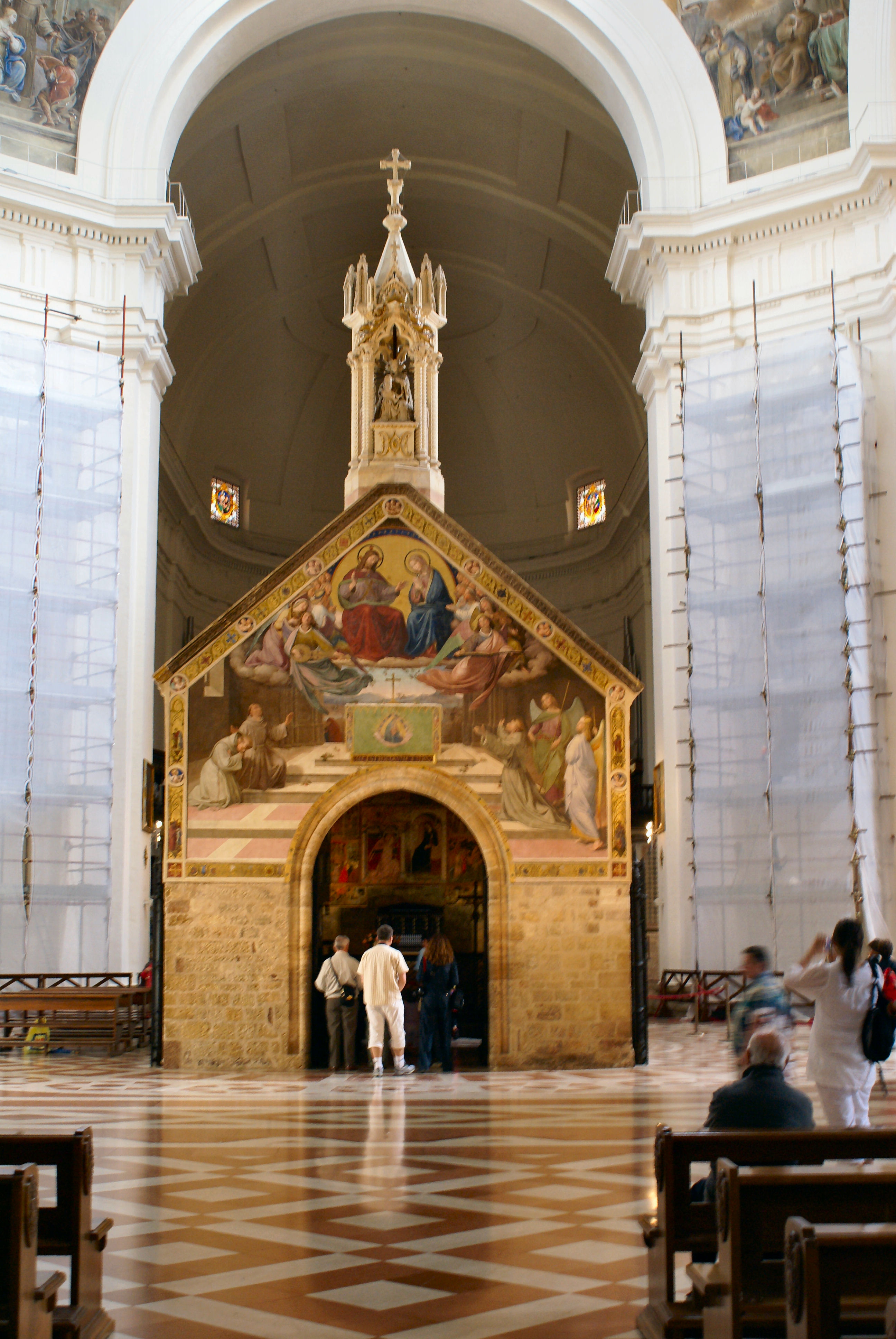
Kaple Panny Marie Andělské – Porciunkule

Porciunkule (italsky Porziuncola, z latinského Portiuncula – údělíček, podílek, malý pozemek) je starobylá kaple čtyři kilometry od centra Assisi v jeho místní části  Santa Maria degli Angeli v Umbrii ve střední Itálii, která od 17. století stojí uvnitř baziliky Panny Marie Andělské. Kaple je zasvěcena Panně Marii Andělské a proslavila se tím, že zde 3. října 1226 zemřel svatý František a má zde svůj původ františkánský řád.

## Dějiny

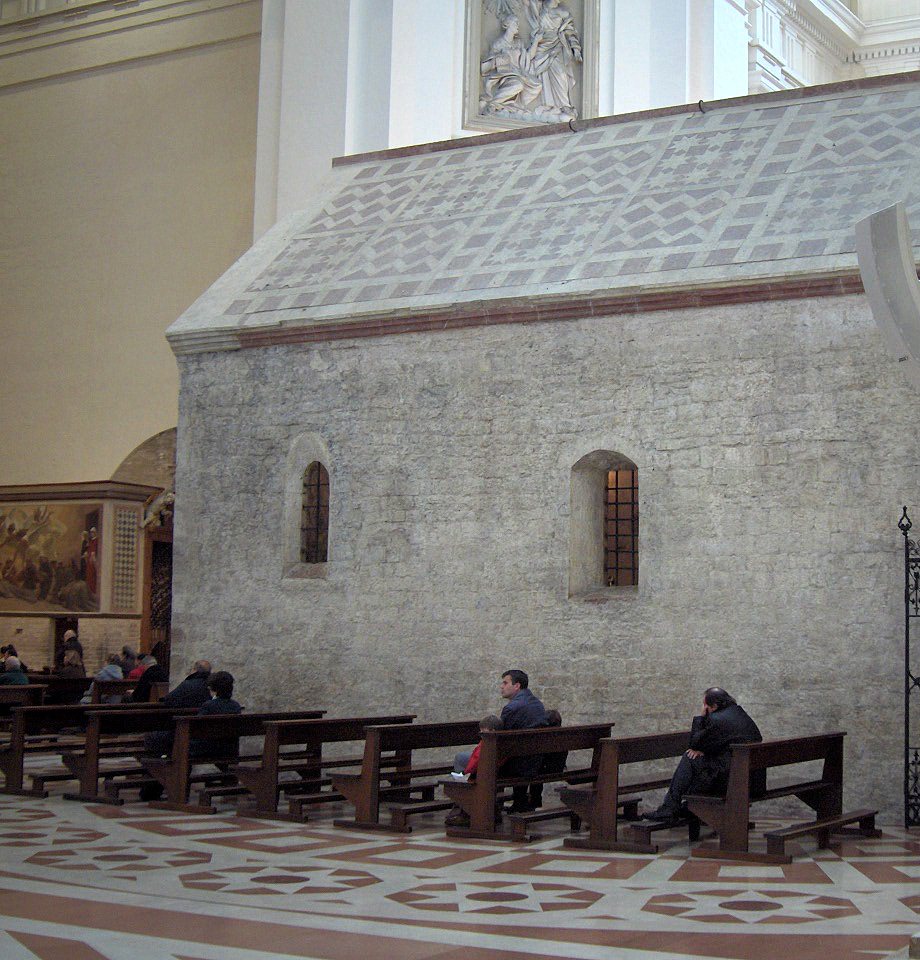
Boční pohled na kapli

Kaple je písemně doložena poprvé v roce 1045 dokumentem, který je nyní uložen v archivu v suterénu katedrály San Rufino v Assisi.
Kapli snad původně založili eremité z doliny Jóšafat za vlády papeže Liberia (Liberius 325–366) ] a měli v ní uchovávat relikvie z hrobu Panny Marie.
Legenda praví, že v roce 516 kaple přešla do držení svatého Benedikta z Nursie a že nesla jméno Panny Marie z údolí Josaphat nebo od andělů. Později měla kaple nést jméno Nanebevzetí Panny Marie.
Kaple časem zpustla v ruiny uprostřed dubového lesa.
František ji a další dvě malé kaple obnovil, a to poté, co v jedné z nich (v San Damiano) slyšel k němu promlouvat Krista: „vidíš, jak se můj dům rozpadá? … Dej ho do pořádku!“.
Sv. František Porciunkuli vlastníma rukama obnovil a sám se podle Matoušova evangelia rozhodl Ježíše následovat v chudobě.
V roce 1208 opat benediktinského kláštera na Monte Subasio Františkovi nabídl, že mu onen kopec nad Assisi daruje za podmínky, že z něho František učiní centrum své společnosti.
To František odmítl pro rozpor s principem chudoby a kapli Porciuncula se rozhodl toliko najmout za roční nájemné koše ryb. Toto sjednané nájemné hned nechal opatovi uhradit.
Na Květnou neděli 18. března 1214 František v kapli přijal Kláru, sestřenici Rufina, svého dávného druha, a věnoval jí řeholní roucho a ona započala žít jako řeholnice.
Klára později založila se svými družkami v San Damiano řád klarisek.
Když sv. František cítil, že se blíží jeho konec, nechal se v září 1226 dopravit zpět do kaple a na smrtelné posteli odporučil kapli svědomité ochraně a péči svých bratří. Zemřel při západu slunce v sobotu 3. října 1226.
V roce 1569 přikázal papež Pius V. postavit nad kaplí nový velkolepý kostel. Stavba této baziliky skončila až v roce 1679.
Svatý František je pochován v nedaleké bazilice svatého Františka, obě místa jsou patriarchálními bazilikami.
Po andělské kapli Porciunkule bylo španělskými přistěhovalci pojmenováno severoamerické město Los Angeles.

## Výzdoba

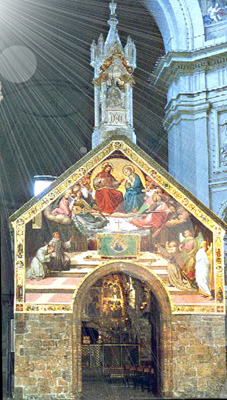
Overbeckova freska

Kapli zdobili umělci všech následujících století.
Známá je zevní pestrobarevná nazarénská freska, vytvořená v roce 1829  německým malířem Johannem Friedrichem Overbeckem a představující svatého Františka, jak od Krista a Panny Marie přijímá odpustky. Mimo ni zdobí kapli fresly neznámého umbrijského umělce. Po straně jsou náhrobní desky od Pietra Cattaniho z roku 1221. Nad vchodem uvnitř lze spatřit fresku od Piettra Vannucciho nazývaného Perugino – obraz Ukřižování Krista pocházející z roku 1485; během výstavby katedrály byl silně poškozen. Dveře z 15. století zdobí květinový motiv. Nahoře na střeše je gotická zvonička.
Uvnitř je kaple strohá a jednoduše zařízená. Některé kameny pocházející z Monte Subasio byly zasazeny na své místo samým svatým Františkem, když kapli obnovoval. Kapli zdobí jednoduché gotické fresky 14. a 15. století, avšak mistrovským kouskem je šestidílná freska v apsidě kaple pocházející z rukou kněze Ilaria da Viterbo (1393):
- (ve středu) Zvěstování
- (napravo) Sv. František se vrhá do trnitého ostružiní
- (napravo) Sv. František s dvěma anděly
- (nahoře) Zjevení Krista a Panny Marie ve společnosti 60 andělů a sv. František podávající jim růže
- (nalevo) Sv. František uprošuje papeže Honoria III. o potvrzení odpustků
- (nalevo) Sv. František ve společnosti s umbrijskými biskupy vyhlašuje odpustky.